# Posto administrativo (Mosambik)

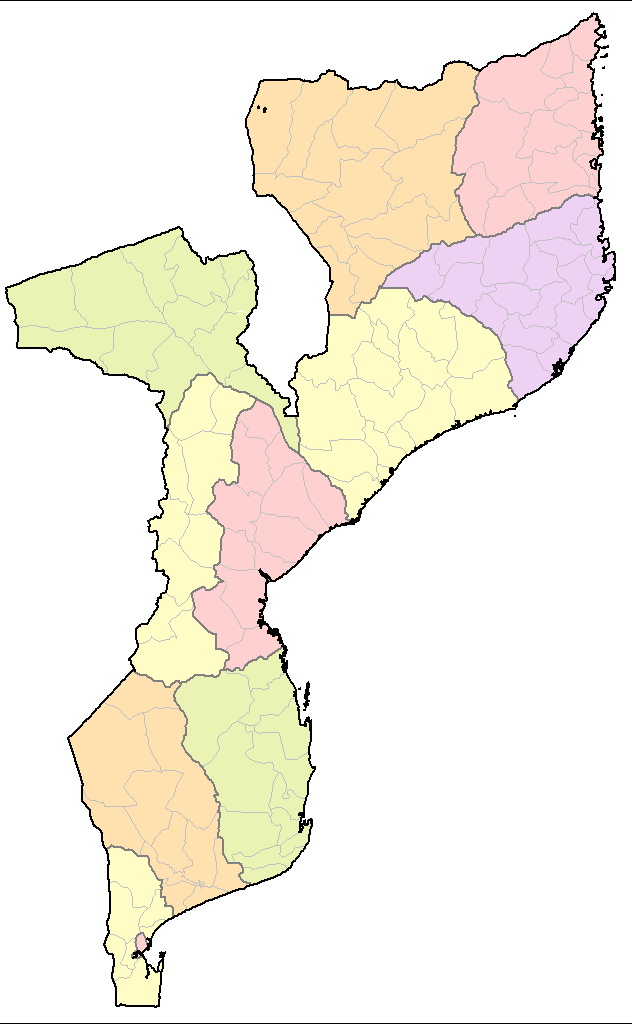
Distrikts- und Provinzgrenzen Mosambiks

Die mosambikanischen Distrikte sind in 415 Postos administrativos (portugiesisch Verwaltungsamt) eingeteilt. Eine weitere Erhöhung ihrer Anzahl ist seit einer Gesetzesvorlage vom März 2014 zu erwarten.
Schon vor der Unabhängigkeit des Landes 1975 waren die Distrikte von der portugiesischen Kolonialverwaltung in Postos administrativos eingeteilt. Nach der Unabhängigkeit wurden sie durch sogenannte Localidades ersetzt. 1986 wurden die Postos administrativos wiederhergestellt und die Localidades ihnen als unterste Verwaltungseinheit untergliedert.